# La vida breve (ópera)
La vida breve es una ópera (drama lírico) en dos actos del compositor español Manuel de Falla, sobre un libreto de Carlos Fernández Shaw.
Aunque su idioma original es el español, fue estrenada en idioma francés, sobre una adaptación de Paul Millet, en el Casino Municipal de Niza, el 1 de abril de 1913.

## Historia
Falla compuso La vida breve en 1905 para un concurso de la Real Academia de Bellas Artes de Madrid, el cual consistía en la composición de una ópera española en un acto. La composición de la obra no duró más de un año, siendo este uno de los periodos compositivos más breves de toda la carrera de Falla. Durante el proceso, el compositor trabajó mano a mano con el libretista, el cual permitió que Falla realizase cambios en el libreto para adaptarlo mejor a lo que posteriormente sería la ópera en sí. Para componer la música, Falla llevó a cabo una labor de compilación de material musical popular, algo que se puede ver en el manuscrito "Ritmos y sonidos de la fragua", en el cual apunta los ruidos producidos por los que trabajaban en el lugar. Además, Falla recurrió a un conocido suyo para preguntarle la forma de hablar de los granadinos, con el objetivo de representar la realidad lingüística de Granada en su ópera. Finalmente, Falla obtuvo el primer premio en el concurso de óperas, de cuyo tribunal formaban parte Tomás Bretón y Emilio Serrano entre otros. A modo de anécdota se puede comentar el percance sufrido por Falla durante la finalización de la ópera (la noche anterior al vencimiento del plazo del concurso), consistente en una confusión de su hermano Germán (el cual le estaba ayudando a pasar a limpio los manuscritos), el cual puso el texto de la línea melódica de la voz en lugares que no correspondían, tales como silencios o compases de espera. 
Desde ese momento la ópera sufrió diversas reformas antes de ser estrenada, recibiendo consejos de compositores de la talla de Felipe Pedrell y Claude Debussy. No pudiendo encontrar teatro en su país para presentar la obra, la Première se realizó en Francia, en la ciudad de Niza, en 1913, y el 30 de diciembre del mismo año se estrenó con sonado éxito en el Teatro Nacional de la Opéra-Comique de París. Para este estreno, Falla tradujo el libreto de la ópera al francés. El estreno español tuvo lugar en Madrid el 14 de noviembre de 1914, en el Teatro de la Zarzuela. Esta ópera rara vez se representa en la actualidad; en las estadísticas de Operabase no aparece entre las óperas representadas en el período 2005-2010, aunque en versión de concierto es más frecuente escucharla. Es digno de mencionar el hecho de que la ópera se representó en la reinauguración del Teatro Real de Madrid, cumpliendo así una deuda pendiente con Falla, al cual le prometieron estrenar la obra en el coliseo madrileño.

## Características
Musicalmente, se define como una obra juvenil de Falla, que conserva aún algunas influencias del impresionismo y romanticismo tardío, aunque se vislumbran las características propias que desarrollaría más adelante. El autor busca la claridad, a través de la economía de medios. Los coros, danzas e interludios musicales son las piezas más logradas de la obra. 
El libreto, basado en un poema de Fernández Shaw, fue convertido por el mismo autor a petición del compositor. Se muestra como una descripción del medio y su sentir que un drama en el sentido usual. El personaje principal, Salud, se recrea con mucho cariño, y en España es ella y no Carmen quien se considera la imagen de la mujer española.[cita requerida]

## Argumento
La acción se sitúa en Granada a comienzos del siglo XX.

### Acto I
Cuadro I: Patio de una casa humilde del barrio del Albaicín, en donde Salud espera a Paco. Se oyen coros. Son los herreros del Albaicín que cantan mientras realizan su duro trabajo: ¡Malhaya el hombre, malhaya, que nace con negro sino! ¡Malhaya quien nace yunque, en vez de nacer martillo!, melodía que resonará como un leitmotiv a lo largo de toda la obra. La abuela, que quiere sinceramente a su nieta, se preocupa por ella. Salud: ¡Vivan los que ríen! ¡Mueran los que lloran! Aparece Paco y junto a Salud se unen en un dúo de amor: Tú no sabes qué susto me has dao. El tío Sarvaor (Salvador) sabe que Paco está comprometido con una de su clase y de su casta. ¡Una niña bastante guapa y además mu rica!. El nombre del personaje es Carmela.
Paco jura lealtad una vez más a Salud. El tío se lanza furioso sobre él, pero la abuela lo detiene.
Cuadro II: La noche cae poco a poco. Lleno de belleza y poesía, un poema sinfónico corto describe (con voces distantes) una puesta de sol en Granada.

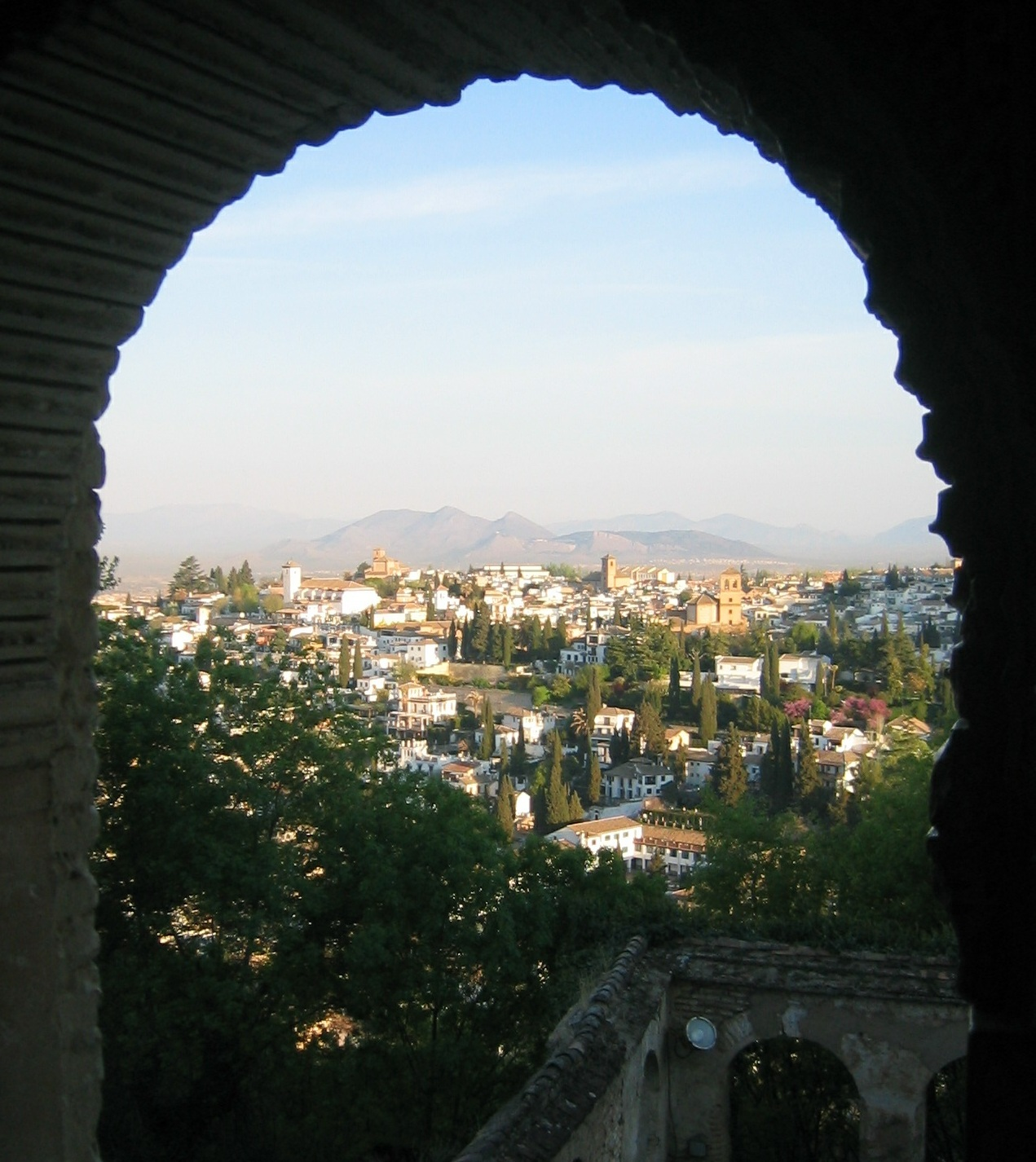
Vista del barrio de Albaicín, escenario de la obra.

### Acto II
Cuadro I: Calle de Granada. Fachada de la casa de Carmela. Se ve el patio donde se celebra una alegre fiesta: Yo canto por soleares a Carmeliya y a Paco y al recuerdo de sus pares … ¡Arsa niñas, y a bailar! . Salud, enterada de la boda de Paco y Carmela, viene a la escena con Salvaor, recordando con dolor los falsos juramentos. Observan desde la calle a través de una ventana lo que ocurre en el patio: ¡Allí está riyendo, junto a esa mujé! … Unas veces se me para y otras veces se dispara. Llega la abuela. Se oye la voz de Paco. Salud canta desde la ventana: ¡Malhaya la jembra pobre que nace con negro sino! ¡Malhaya quien nace yunque, en vez de nacer martillo! … ¡No preguntes más por ella, ni subas al Albaicín! El novio desleal la oye. 
Cuadro II: Patio donde se celebra la boda. Los invitados visten con lujo. Varias parejas bailan. Paco procura fingir alegría, disimulando su preocupación: ¡Si hubiera sío más precavido! ¡Yo no he debío dejarla así! Carmela le observa. Salud y Sarvaor aparecen entre los invitados: ¡Mirad qué gitanos! ¡Mirad qué chavala! Salud: ¡Yo no vengo a cantar! Señala a Paco, quien deja escapar el nombre: ¡Salud! Ésta: ¡Me perdió! ¡Me engañó! ¡Me dejó! Para defenderse de las acusaciones, Paco asegura que no la conoce: ¡Mientes! ¡Echadla! Carmela: ¡Paco! ¡Por Dios! Salud, pronunciando suavemente su nombre, cae muerta a sus pies.